# Amos E. Wood
Amos Eastman Wood (* 2. Januar 1810 in Ellisburg, Jefferson County, New York; † 19. November 1850 in Fort Wayne, Indiana) war ein US-amerikanischer Politiker. In den Jahren 1849 und 1850 vertrat er den Bundesstaat Ohio im US-Repräsentantenhaus.

## Werdegang
Amos Wood besuchte die öffentlichen Schulen seiner Heimat. Im Jahr 1833 zog er in das Sandusky County in Ohio, wo er sich in der Landwirtschaft betätigte. Gleichzeitig schlug er als Mitglied der Demokratischen Partei eine politische Laufbahn ein. Zwischen 1840 und 1842 saß er als Abgeordneter im Repräsentantenhaus von Ohio; im Jahr 1845 gehörte er dem Staatssenat an.
Nach dem Tod des Abgeordneten Rodolphus Dickinson wurde Wood bei der fälligen Nachwahl für den sechsten Sitz von Ohio als dessen Nachfolger in das US-Repräsentantenhaus in Washington, D.C. gewählt, wo er am 3. Dezember 1849 sein neues Mandat antrat. Dieses konnte er bis zu seinem Tod am 19. November 1850 ausüben. Damit wurde für die am 4. März begonnene Legislaturperiode eine weitere Nachwahl notwendig, die John Bell von der Whig Party gewann. Während Woods Zeit im Kongress wurde dort heftig über die Frage der Sklaverei gestritten.